# Andrej Szczarbakou
Andrej Anatoljewicz Szczarbakou (biał. Андрэй Анатольевіч Шчарбакоў, ros. Андрей Анатольевич Щербаков; Andriej Anatoljewicz Szczerbakow; ur. 31 stycznia 1991 w Witebsku, zm. 17 grudnia 2018 w Tołoczynie) – białoruski piłkarz grający na pozycji bramkarza. Jego ostatnim klubem był FK Witebsk.

## Kariera
Andrej Szczarbakou jest wychowankiem FK Witebsk. Do kadry pierwszego zespołu dołączył w 2010 roku. W tym samym roku odszedł do BATE Borysów. W rozgrywkach Wyszejszajej lihi zadebiutował 27 października 2011 w meczu przeciwko FK Witebsk (2:2). W 2013 roku został wypożyczony do swojego macierzystego klubu.

### Kariera reprezentacyjna
Szczarbakou reprezentował białoruskie reprezentacyjne kategorie do lat 20 i 21. W 2012 roku został powołany do kadry U-23 na Igrzyska Olimpijskie w Londynie.
17 grudnia 2018 zginął w wypadku samochodowym z rodziną.

## Śmierć
Andrej jechał w okolicy Witebska autostradą w poniedziałek wieczorem i wpadł w poślizg. Nie udało mu się zapanować nad autem i zderzył się czołowo z nadjeżdżającym samochodem ciężarowym. Zginął razem z żoną i sześcioletnim synkiem. Cudem przeżyło tylko ich trzyletnie dziecko.